# Tritaeta
Tritaeta är ett släkte av kräftdjur. Tritaeta ingår i familjen Dexaminidae.
Släktet innehåller bara arten Tritaeta gibbosa.